# Milly
Milly és un municipi francès situat al departament de la Manche i a la regió de Normandia. L'any 2007 tenia 334 habitants.

## Demografia

### Població
El 2007 la població de fet de Milly era de 334 persones. Hi havia 139 famílies de les quals 37 eren unipersonals (29 homes vivint sols i 8 dones vivint soles), 49 parelles sense fills i 53 parelles amb fills.
La població ha evolucionat segons el següent gràfic:
Habitants censats

### Habitatges
El 2007 hi havia 172 habitatges, 140 eren l'habitatge principal de la família, 15 eren segones residències i 16 estaven desocupats. 169 eren cases i 2 eren apartaments. Dels 140 habitatges principals, 100 estaven ocupats pels seus propietaris, 39 estaven llogats i ocupats pels llogaters i 1 estava cedit a títol gratuït; 12 tenien dues cambres, 28 en tenien tres, 28 en tenien quatre i 73 en tenien cinc o més. 101 habitatges disposaven pel capbaix d'una plaça de pàrquing. A 75 habitatges hi havia un automòbil i a 61 n'hi havia dos o més.

### Piràmide de població
La piràmide de població per edats i sexe el 2009 era:
| Homes | Edats   | Dones |
| ----- | ------- | ----- |
| 0     | 95 o +  | 0     |
| 0     | 90 a 94 | 0     |
| 0     | 85 a 89 | 0     |
| 0     | 80 a 84 | 4     |
| 4     | 75 a 79 | 8     |
| 20    | 70 a 74 | 12    |
| 28    | 65 a 69 | 4     |
| 4     | 60 a 64 | 8     |
| 0     | 55 a 59 | 4     |
| 8     | 50 a 54 | 0     |
| 20    | 45 a 49 | 12    |
| 12    | 40 a 44 | 12    |
| 16    | 35 a 39 | 12    |
| 16    | 30 a 34 | 16    |
| 8     | 25 a 29 | 8     |
| 0     | 20 a 24 | 4     |
| 12    | 15 a 19 | 8     |
| 8     | 10 a 14 | 8     |
| 4     | 5 a 9   | 12    |
| 0     | 0 a 4   | 16    |

## Economia
El 2007 la població en edat de treballar era de 199 persones, 160 eren actives i 39 eren inactives. De les 160 persones actives 149 estaven ocupades (92 homes i 57 dones) i 11 estaven aturades (5 homes i 6 dones). De les 39 persones inactives 16 estaven jubilades, 10 estaven estudiant i 13 estaven classificades com a «altres inactius».

### Ingressos
El 2009 a Milly hi havia 142 unitats fiscals que integraven 341 persones, la mediana anual d'ingressos fiscals per persona era de 13.319 €.

### Activitats econòmiques
Dels 8 establiments que hi havia el 2007, 3 eren d'empreses alimentàries, 2 d'empreses de construcció, 1 d'una empresa immobiliària i 2 d'empreses classificades com a «altres activitats de serveis».
Dels 2 establiments de servei als particulars que hi havia el 2009, 1 era un guixaire pintor i 1 lampisteria.
L'únic establiment comercial que hi havia el 2009 era una fleca.
L'any 2000 a Milly hi havia 49 explotacions agrícoles que ocupaven un total de 840 hectàrees.

## Equipaments sanitaris i escolars
El 2009 hi havia una escola elemental integrada dins d'un grup escolar amb les comunes properes formant una escola dispersa.

## Poblacions més properes
El següent diagrama mostra les poblacions més properes.